# Actinopus szumikae
Espèce
Actinopus szumikae est une espèce d'araignées mygalomorphes de la famille des Actinopodidae.

## Distribution
Cette espèce est endémique d'Argentine. Elle se rencontre  dans les provinces de Buenos Aires, de Corrientes, de Santa Fe et de Córdoba.

## Description
Le mâle holotype mesure 10,32 mm et la femelle paratype 21,96 mm.

## Étymologie
Cette espèce est nommée en l'honneur de Claudia Adriana Szumik.

## Publication originale
- Ríos-Tamayo & Goloboff, 2018 : Taxonomic revision and morphology of the trapdoor spider genus Actinopus (Mygalomorphae: Actinopodidae) in Argentina. Bulletin of the American Museum of Natural History, no 419, p. 1-83 (texte intégral).